# Derek Spencer
Pour les articles homonymes, voir Spencer.
Derek Harold Spencer, né le 31 mars 1936 et mort le 19 mai 2023,,, est un homme politique britannique du Parti conservateur.

## Biographie
Né à Clitheroe, Lancashire, il fait ses études au Clitheroe Royal Grammar et au Keble College d'Oxford. Il sert comme lieutenant dans le King's Own Regiment de 1954 à 1956. Il devient avocat en 1961 et devient Conseiller de la reine en 1980. Il est un maître du banc, Gray's Inn.
Il est élu député pour la circonscription de Leicester Sud en 1983 par seulement 7 voix, la plus petite marge dans le pays. Il perd le siège au profit des travaillistes en 1987.
Il est de nouveau élu pour le siège marginal de Brighton Pavilion en 1992. Il est fait chevalier et nommé solliciteur général.
En tant que solliciteur général, il représenté le gouvernement dans plusieurs affaires importantes, notamment Wingrove v UK (1997) concernant l'application de la loi sur le blasphème en vertu de la loi de 1998 sur les droits de l'homme. En 1997, cependant, il est battu par David Lepper du Labour par 13.181 voix.
Il a trois fils (David, Andrew et Frederick) et une fille (Caroline). Sa deuxième épouse, Caroline, est décédée le 10 janvier 2003 d'une crise cardiaque.